# سيرياكو كانو
سيرياكو كانو (بالإسبانية: Ciriaco Cano)‏ هو لاعب كرة قدم ومدرب كرة قدم إسباني في مركز الوسط، ولد في 4 أغسطس 1948 في بلاسينثيا في إسبانيا. لعب مع ريال سبورتينغ خيخون ونادي إلتشي.